# Mohammed Hazzaz
Mohammed Hazzaz (in arabo حميد الهزاز‎?; Fès, 1945 – Fès, 13 gennaio 2018) è stato un calciatore marocchino, di ruolo portiere.

## Carriera
Partecipò con la nazionale del Marocco al mondiale 1970 e alle olimpiadi del 1972, giocò inoltre per il Maghreb Association Sportive de Fès.

## Palmarès

### Club

#### Competizioni nazionali
- Campionato marocchino: 3

Maghreb Fès: 1964-1965, 1978-1979, 1982-1983
- Coppa del Marocco: 1

Maghreb Fès: 1979-1980